# De plantis

De plantis est un ouvrage parfois attribué à Aristote qui traite de divers sujets à propos des plantes. On pense généralement que c'est Nicolas de Damas qui est l'auteur de l'ouvrage aristotélicien commenté et remanié.